# Posada Dolna (gromada)
Posada Dolna – dawna gromada, czyli najmniejsza jednostka podziału terytorialnego Polskiej Rzeczypospolitej Ludowej w latach 1954–1972.
Gromady, z gromadzkimi radami narodowymi (GRN) jako organami władzy najniższego stopnia na wsi, funkcjonowały od reformy reorganizującej administrację wiejską przeprowadzonej jesienią 1954 do momentu ich zniesienia z dniem 1 stycznia 1973, tym samym wypierając organizację gminną w latach 1954–1972.
Gromadę Posada Dolna z siedzibą GRN w Posadzie Dolnej (obecnie w granicach Rymanowa) utworzono – jako jedną z 8759 gromad na obszarze Polski – w powiecie sanockim w woj. rzeszowskim na mocy uchwały nr 33/54 WRN w Rzeszowie z dnia 5 października 1954. W skład jednostki weszły obszary dotychczasowych gromad Posada Dolna i Ladzin (bez przysiółka Zmysłówka) ze zniesionej gminy Rymanów oraz miejscowość Łazy z miasta Rymanowa w tymże powiecie. Dla gromady ustalono 19 członków gromadzkiej rady narodowej.
31 grudnia 1959 z gromady Posada Dolna wyłączono wieś Posada Dolna, włączając ją do miasta Rymanowa w tymże powiecie. Dzień później, 1 stycznia 1960, gromadę Posada Dolna zniesiono, włączając jej pozostały obszar (Ladzin i Łazy) do gromady Posada Górna w tymże powiecie.